# Luchthaven Kos
Luchthaven Kos-Hippocrates (Grieks: Κρατικός Αερολιμένας Κώ `Ιπποκράτης`), is een luchthaven op het Griekse eiland Kos. Het ligt midden op het eiland.
De luchthaven is niet heel groot. De luchthaven heeft geen taxibanen. Er wordt dus via de startbaan getaxied naar het einde, daar gedraaid en vervolgens gestart. Dit gebeurt meestal in noordelijke richting.

## Geschiedenis
De luchthaven werd geopend op 4 april 1964. Tien jaar later werd de startbaan verlengd tot 2400 meter. Door het verhoogde passagiersaantal werd in 1980 een nieuwe terminal gebouwd, die in 1997 gerenoveerd en uitgebreid werd.
In december 2015 werd de privatisering van de luchthaven van Kos (samen met 13 andere luchthavens) afgerond. Vanaf 11 april 2017 beheert een joint venture van Fraport AG/Copelouzos Group en het Griekse privatiseringsfonds de 14 luchthavens voor een periode van 40 jaar. 

## Statistieken
| Jaar | Passagiers |
| ---- | ---------- |
| 2016 | 1.901.495  |
| 2015 | 2.143.860  |
| 2014 | 2.214.464  |
| 2013 | 2.028.618  |
| 2012 | 1.797.501  |
| 2011 | 1.926.223  |
| 2010 | 1.627.240  |
| 2009 | 1.517.946  |
| 2008 | 1.615.453  |
| 2007 | 1.641.681  |
| 2006 | 1.573.117  |
| 2005 | 1.462.775  |
| 2004 | 1.504.699  |
| 2003 | 1.462.683  |
| 2002 | 1.498.102  |
| 2001 | 1.641.600  |
| 2000 | 1.578.156  |
| 1999 | 1.444.306  |
| 1998 | 1.189.916  |
| 1997 | 1.159.575  |
| 1996 | 1.042.425  |
| 1995 | 1.156.431  |
| 1994 | 1.255.267  |